# Demodes
Demodes – rodzaj chrząszczy z rodziny kózkowatych i podrodziny zgrzypikowych.

## Zasięg występowania
Przedstawiciele tego rodzaju występują w Azji Południowo-Wschodniej.

## Systematyka
Do Demodes należy 11 gatunków:
- Demodes albomaculata
- Demodes bimaculata
- Demodes conspersa
- Demodes frenata
- Demodes immunda
- Demodes javanica
- Demodes malaccensis
- Demodes mindanaonis
- Demodes siporensis
- Demodes subconspersa
- Demodes vittata